# 11:11 (일리네어 레코즈의 음반)
11:11 (열한시 십일분, 영어: Eleven Eleven)은 일리네어 레코즈의 컴필레이션 음반이다. 2014년 5월 21일 발매되었으며 일반반에는 총 9 트랙, 한정반에는 보너스 트랙 포함 11 트랙이 수록되었다. 발매 후 타이틀곡이었던 "연결고리"는 더콰이엇과 도끼의 Mnet "Show Me The Money 3" 출연 후 인기를 끌었다.

## 배경
지난 2013년 5월, 더콰이엇 복무 중 영리 활동 논란 후 더콰이엇을 제외한 도끼, 빈지노만 활동을 가졌다. 그런 이후 1월 6일, 일리네어 레코즈 설립 3주년 기념 투어를 알리며 앞서 "We Here 2"를 공개한다고 알렸다. "We Here 2" 공개와 동시에 곡을 통해 더콰이엇의 컴백을 알렸고, 컴백 후 서울, 부산을 비롯, 총 5곳에서 투어를 가졌다.
공개 후 3월, 보도 자료를 통해 오는 4월 중 일리네어 레코즈 컴필레이션 음반 11:11을 발매할 것이라고 알렸고 23일엔 두 번째 싱글 "11:11"을 공개한다고 알렸다. 이어 23일, 오후 11시 11분에 무료 스트리밍, 다운로드 방식으로 "11:11"을 공개하였다. 그러나 예정됐던 음반은 제작사 사정으로 30일로 발매가 연기되었다가 세월호 침몰 사고로 인하여 21일, 애도 차 발매일을 잠정 연기하였다.
이후 2014년 5월 9일, 트랙리스트와 아트워크를 공개하였고 참여진으로는 MC 메타, 션이슬로, 자이언티 등이 참여하였다. 음반 발매 앞서 5월 16일엔 홍대 벨로주에서 50명을 초대하여 청음회를 가졌다. 음반은 5월 21일 온라인에 총 11곡, 오프라인은 일반반, 한정반 두 가지 버전으로 발매되었다. 음반의 주된 곡들의 장르는 트랩 음악으로 구성되었으며, 프로듀서는 도끼, 더콰이엇을 비롯 프리마 비스타, 얌모, 그레이, 슬라카 더 비트차일드가 참여하였다.
음반 발매 후에 서울, 대구, 부산에서 음반 발매 기념 '11:11' 투어를 하였고 6월 28일에는 제 4회 서울 레코드 페어를 통해 400장 한정으로 LP 음반 형태로 재발매하였다. 또한 도끼와 더콰이엇은 엠넷 "Show Me The Money 3"에 프로듀서로서 출연하였다.

## 평가
음반에 관해선 상반된 평가를 받았는데, 한국대중음악상 선정위원단 대부분 5점 중 대개 3점을 부여하였다. 권범준은 "레이블 방향성의 구체화가 이끌어낸 앨범"이라고 평가하였고, 이광훈은 "레이블의 이름 값을 하겠단 의지와 자신감이 만들어낸 웰메이드 힙합"이라고 평가하였다. 차우진은 "면면이 만족스러운 앨범"이며 "어색한 순간은 청자의 취향이나 성향, 입장 때문일 듯"이라고 덧붙였다.
반면에 비평적인 관점에서는 같은 주제 및 메시지, 한영혼용 등 컴필레이션 음반으로서는 아쉽다는 평가가 많다. '오늘의 뮤직' 네티즌 선정위원단 중 송상호는 "개인의 능력치 모두 뛰어나고 곡의 만듦새 또한 훌륭하지만 이들의 시너지라는 점에서는 갸우뚱"이라고 비평하였다. 이즘의 정유나는 5점 중 3점을 부여하며, "컴필레이션 앨범만이 갖을 수 있는 독창성을 잃었다. 구성도 한정적일 수밖에 없어 유연성이 떨어진다. 결과물들이 걸출하긴 그 상태에서 발전이 없다"고 하며 "빈지노를 제외한 더콰이엇과 도끼의 랩이 정체되어 있는 것 같다"고 하였고 "단어와 표현마저 한정적"이라고 평가하였다. 리드머의 이병주는 5점 중 2.5점을 부여하며 "레이블의 이름을 걸고 낸 이 앨범이 그동안 이룬 성취를 충분히 드러내지 못한다. 멤버 모두 랩에서 이전과 전혀 다른 플로우를 선보이고자 한 의도가 드러나지만 상당수가 그리 성공적이지는 못하며, 앨범 내내 무분별한 한영혼용은 이들이 지향하는 바를 모르겠다"며 "이들이 과거에 발표했던 몇 앨범은 지금 들어도 매력적이지만, 이번 앨범은 그렇지 않다"고 비평하였다.

## 수록곡
| #            | 제목                                             | 작사                                        | 작곡                     | 기타                                                  | 재생 시간 |
| ------------ | ------------------------------------------------ | ------------------------------------------- | ------------------------ | ----------------------------------------------------- | --------- |
| 1.           | 〈We Here 2〉                                    | 더 콰이엇, 도끼, 빈지노                     | 도끼                     |                                                       | 4:40      |
| 2.           | 〈11:11〉                                        | 더 콰이엇, 도끼, 빈지노                     | 프리마 비스타, 더 콰이엇 |                                                       | 5:18      |
| 3.           | 〈연결고리〉 (Feat. MC 메타)                     | 더 콰이엇, 도끼, 빈지노 & MC 메타           | 프리마 비스타            |                                                       | 4:34      |
| 4.           | 〈가〉                                           | 더 콰이엇, 도끼, 빈지노                     | 도끼                     |                                                       | 3:35      |
| 5.           | 〈아닌 척 (Don't Front)〉 (Feat. 박재범)         | 더 콰이엇, 도끼, 빈지노 & 박재범            | 얌모                     |                                                       | 3:44      |
| 6.           | 〈A Better Tomorrow〉 (Feat. 션이슬로 & MC 메타) | 더 콰이엇, 도끼, 빈지노, 션이슬로 & MC 메타 | 더 콰이엇                | Intro Interview from 김봉현의 힙합초대석 5회          | 6:40      |
| 7.           | 〈Go Hard〉 (Feat. 자이언티)                     | 더 콰이엇, 도끼, 빈지노 & 자이언티          | 그레이                   |                                                       | 3:44      |
| 8.           | 〈Rollie Up〉                                    | 더 콰이엇, 도끼, 빈지노                     | 얌모                     |                                                       | 5:14      |
| 9.           | 〈We Gon' Make It〉                              | 더 콰이엇, 도끼, 빈지노                     | 더 콰이엇                | Contains a Sample of 'Spaced Out' Performed by Thesda | 5:00      |
| 총 재생 시간 | 총 재생 시간                                     | 총 재생 시간                                | 총 재생 시간             | 총 재생 시간                                          | 42:31     |

| #            | 제목                                | 작사                    | 작곡                     | 기타                                         | 재생 시간 |
| ------------ | ----------------------------------- | ----------------------- | ------------------------ | -------------------------------------------- | --------- |
| 10.          | 〈Ratchet〉 (Bonus Track)           | 더 콰이엇, 도끼, 빈지노 | 슬라카 더 비트차일드     |                                              | 3:47      |
| 11.          | 〈Illionaire Gang 2〉 (Bonus Track) | 더 콰이엇, 도끼, 빈지노 | 프리마 비스타, 더 콰이엇 | Outro Interview from 김봉현의 힙합초대석 5회 | 5:23      |
| 총 재생 시간 | 총 재생 시간                        | 총 재생 시간            | 총 재생 시간             | 총 재생 시간                                 | 51:42     |

## 싱글 및 리믹스
11:11 수록곡 중 싱글로 공개된 곡은 총 3곡이다. 음반 발매 전, "We Here 2"와 "11:11"은 선공개곡으로 무료배포하였고 '연결고리'는 타이틀곡으로서, 더콰이엇과 도끼의 엠넷 "Show Me The Money 3" 출연 후 인기를 끌었다. 방송을 통해 출연진이었던 바비가 수록곡이었던 '연결고리'와 '가'를 리믹스하기도 하였는데 '연결고리'는 인기에 힘입어 인스트루멘탈 및 아카펠라를 배포하기도 하였고, 이후 함께 출연한 프로듀서진과 함께 한 SMTM 리믹스가 수록된 리믹스 음반 "연결고리 Remixes"를 발매하였다.

## 크레딧
크레딧은 해당 음반의 가사집 및 네이버 뮤직의 정보를 참고하였다.
- 더콰이엇 - 작곡, 작사, 믹싱, 이그제큐티브 프로듀서
- 도끼 - 작곡, 작사, 이그제큐티브 프로듀서
- 빈지노 - 작사
- 그레이 - 작곡, 믹싱 (5번 트랙)
- 블라도 멜러 - 마스터링
- 창모 - 피아노 (1번 트랙)
- 양자인 - 피아노 (9번 트랙)
- 류시형 - 바이올린 (1번 트랙)
- 주영 - 보컬 (9번 트랙)
- 신재혁 - 기타 (9번 트랙)
- 알몬드 - 음반 디자인
- 부바 - 촬영

## 차트
| 차트 (2014년)    | 최고 순위 |
| ---------------- | --------- |
| 한국 (가온 차트) | 8         |

| 차트 (2014년)    | 최고 순위 |
| ---------------- | --------- |
| 한국 (가온 차트) | 27        |

| '연결고리' | 72 |

## 수상

### 힙합플레이야 어워드
- 2014년 힙합플레이야 어워드 올해의 곡 - '연결고리'[2]
- 2014년 힙합플레이야 어워드 올해의 음반, 올해의 콜라보레이션, 올해의 구절 - '연결고리'(2위)